# 郭斯彥
郭斯彥（英語：Sy-Yen Kuo），臺灣電機工程與資訊工程學者，美國伊利諾大學香檳分校計算機科學研究所博士，曾任美國亞利桑那大學電機與資訊工程教授、國立東華大學資訊工程研究所創所所長、國立臺灣科技大學電機資訊學院院長、國立臺灣大學電機資訊學院院長、香港中文大學計算機科學系客座教授、香港理工大學計算機系客座教授，也是電機電子工程師學會（IEEE）終身院士（Life Fellow），現任長庚大學工學院院長與國立臺灣大學電機工程學系終身特聘教授。